# Citroën C2
Citroën C2 — легковий автомобіль марки Citroën.
У жовтні 2005 року автомобіль піддався модернізації: були замінені фари, елементи салону і електроніка.
В 2008 році автомобіль знову модернізували.
В 2010 році Citroën C2 замінила нова модель Citroën DS3.
Всього було виготовлено близько 640 000 автомобілів.

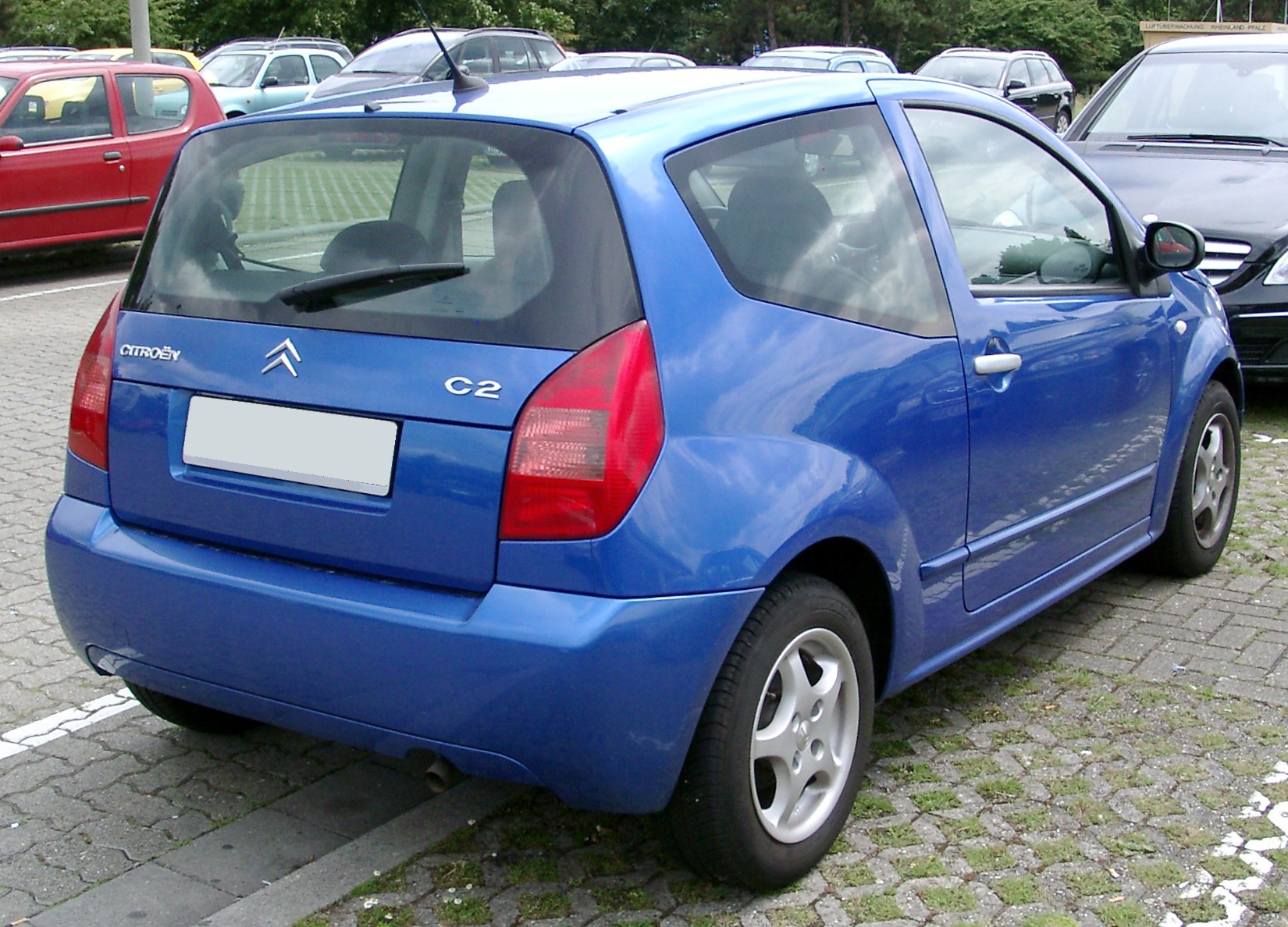
Citroën C2 (2003–2005)
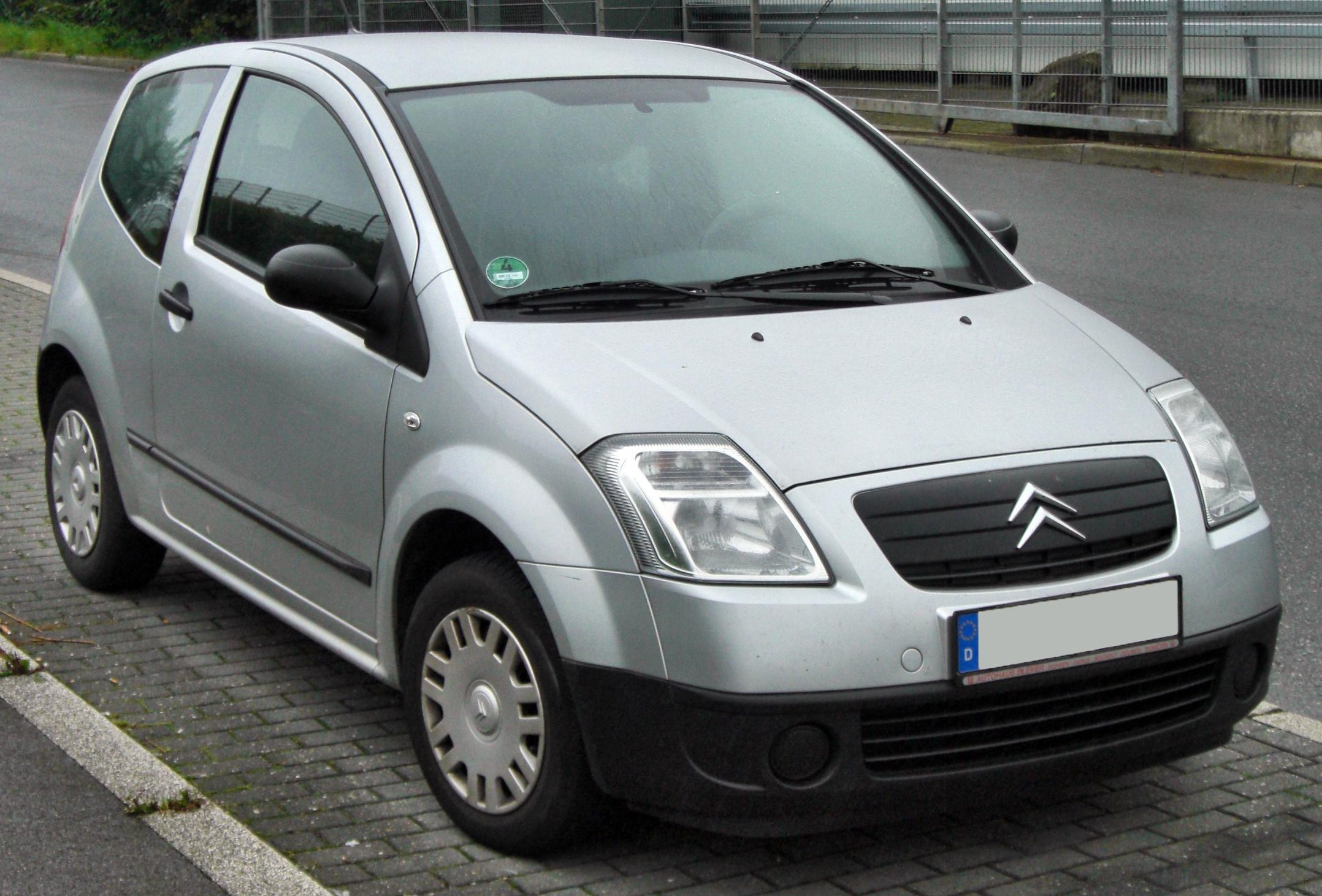
Citroën C2 (2005–2008)
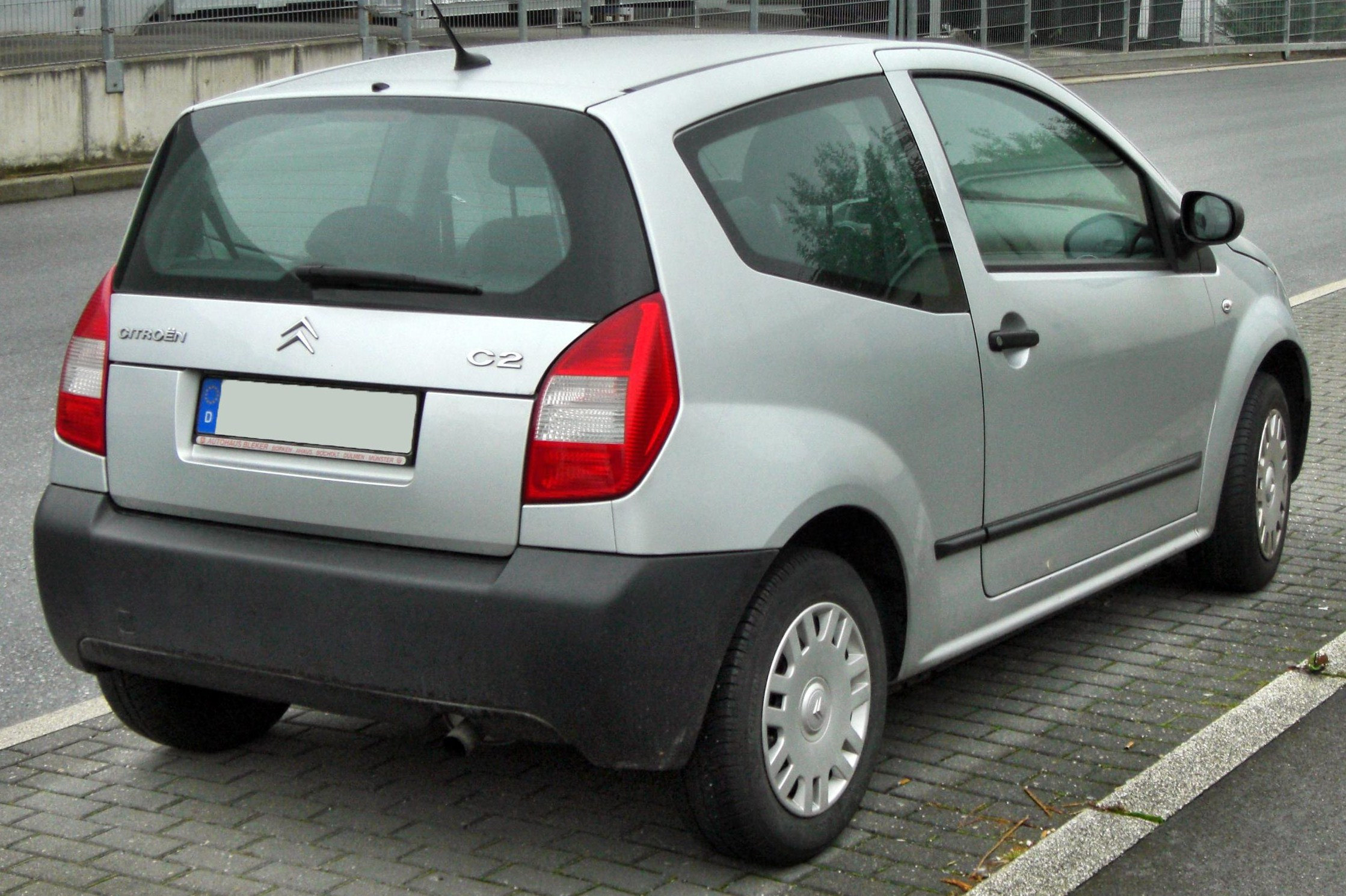
Citroën C2 (2005–2008)
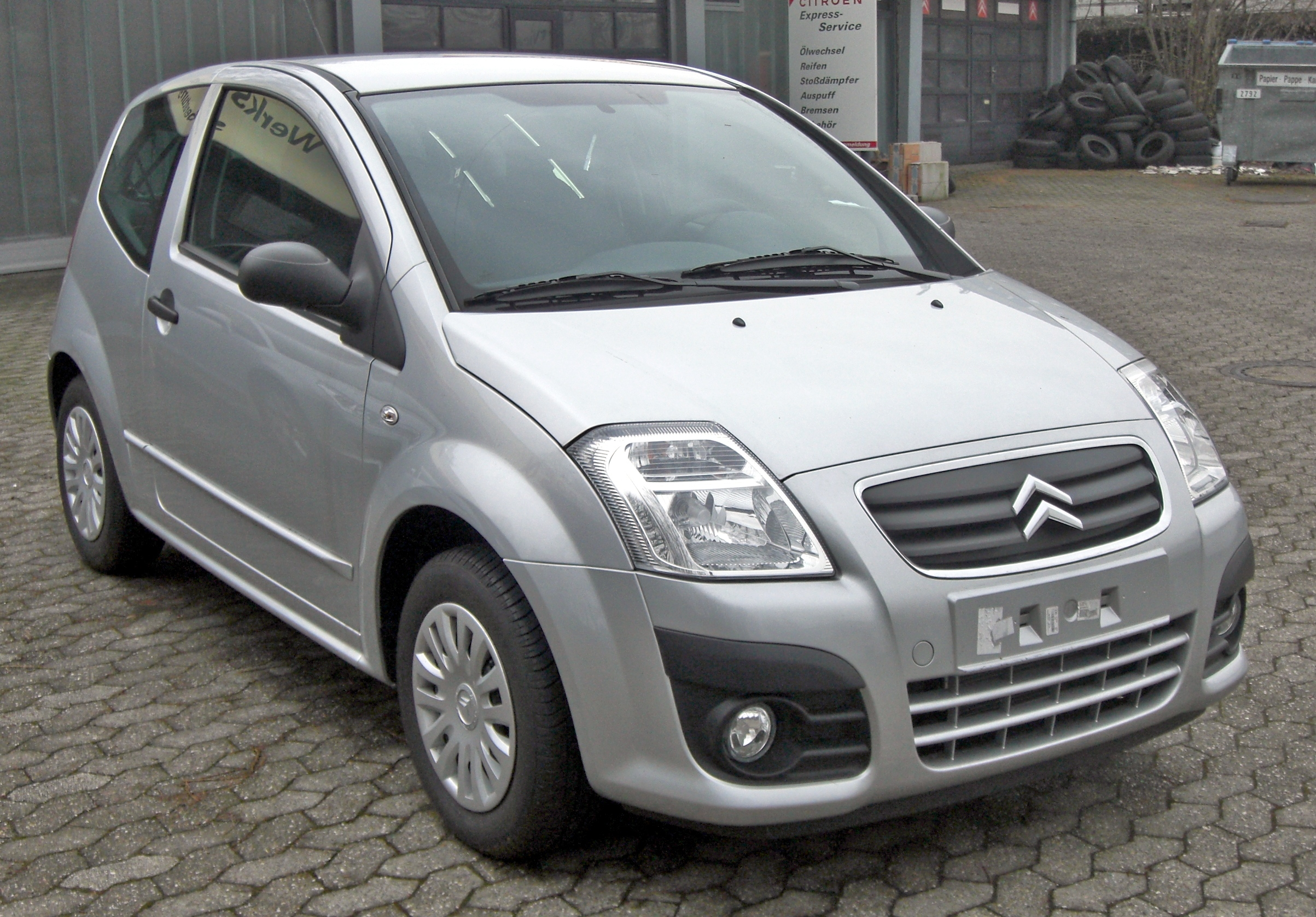
Citroën C2 (2008–2010)
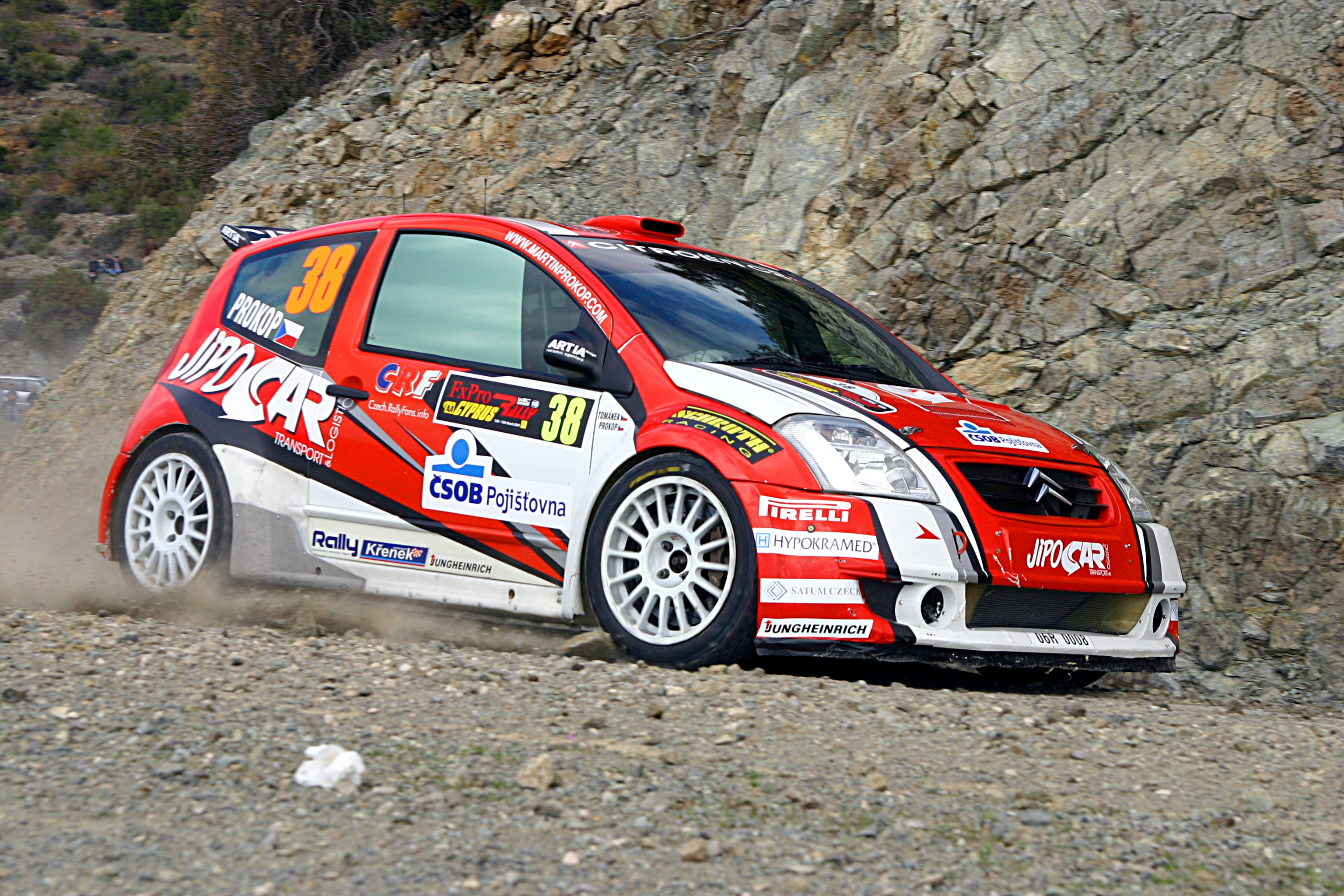
Ралі

## Двигуни
- 1.1 L TU1 I4
- 1.4 L TU3 I4
- 1.4 L ET3 I4
- 1.4 L DV4 Diesel I4
- 1.6 L TU5 I4
- 1.6 L TU5 JP4S I4 (C2-R2 Max)

## Китайський ринок
З осені 2006 року в Китаї під ім'ям Citroën C2 продається видозмінений Peugeot 206.

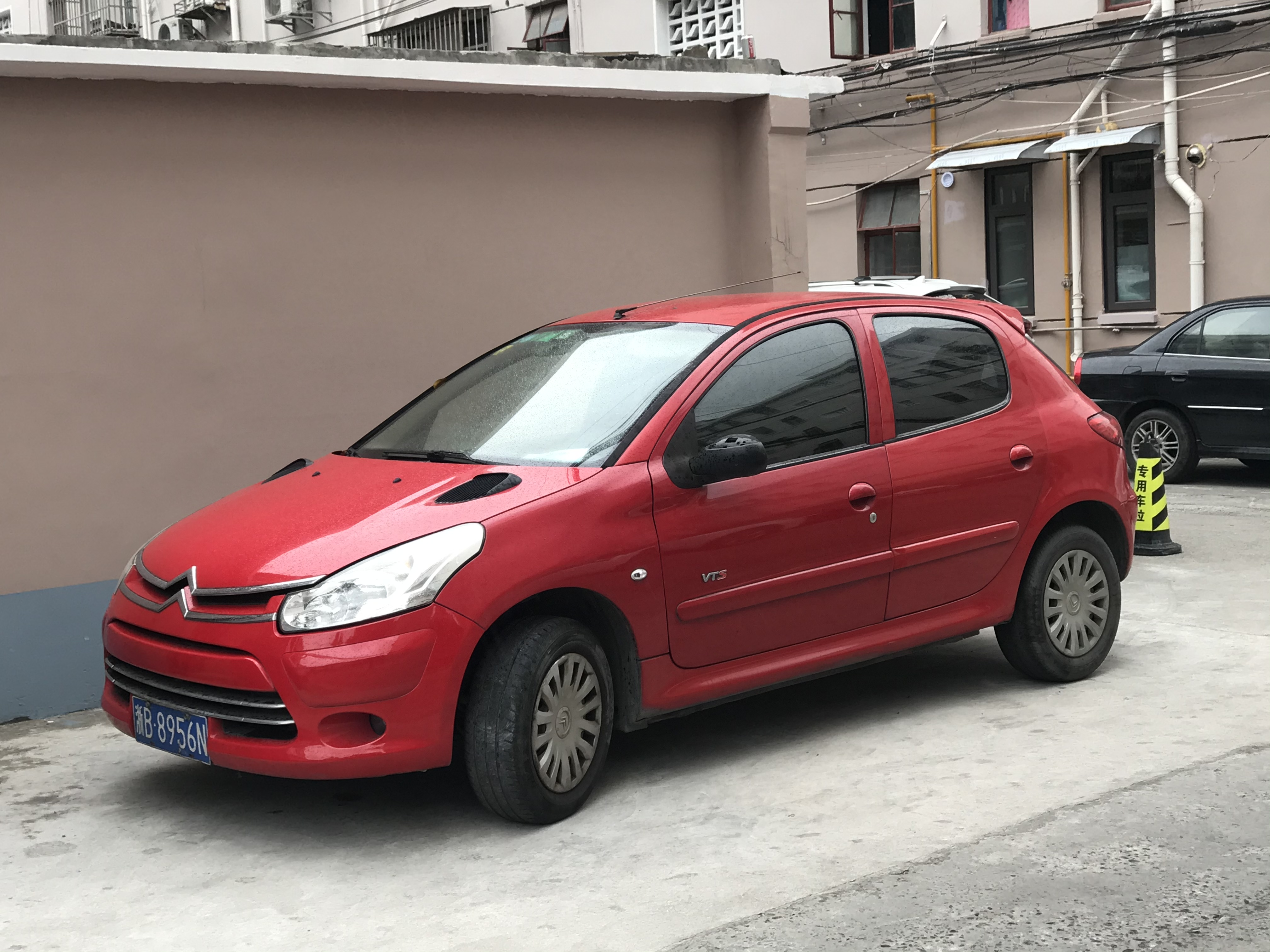
Citroën C2 для китайського ринку.
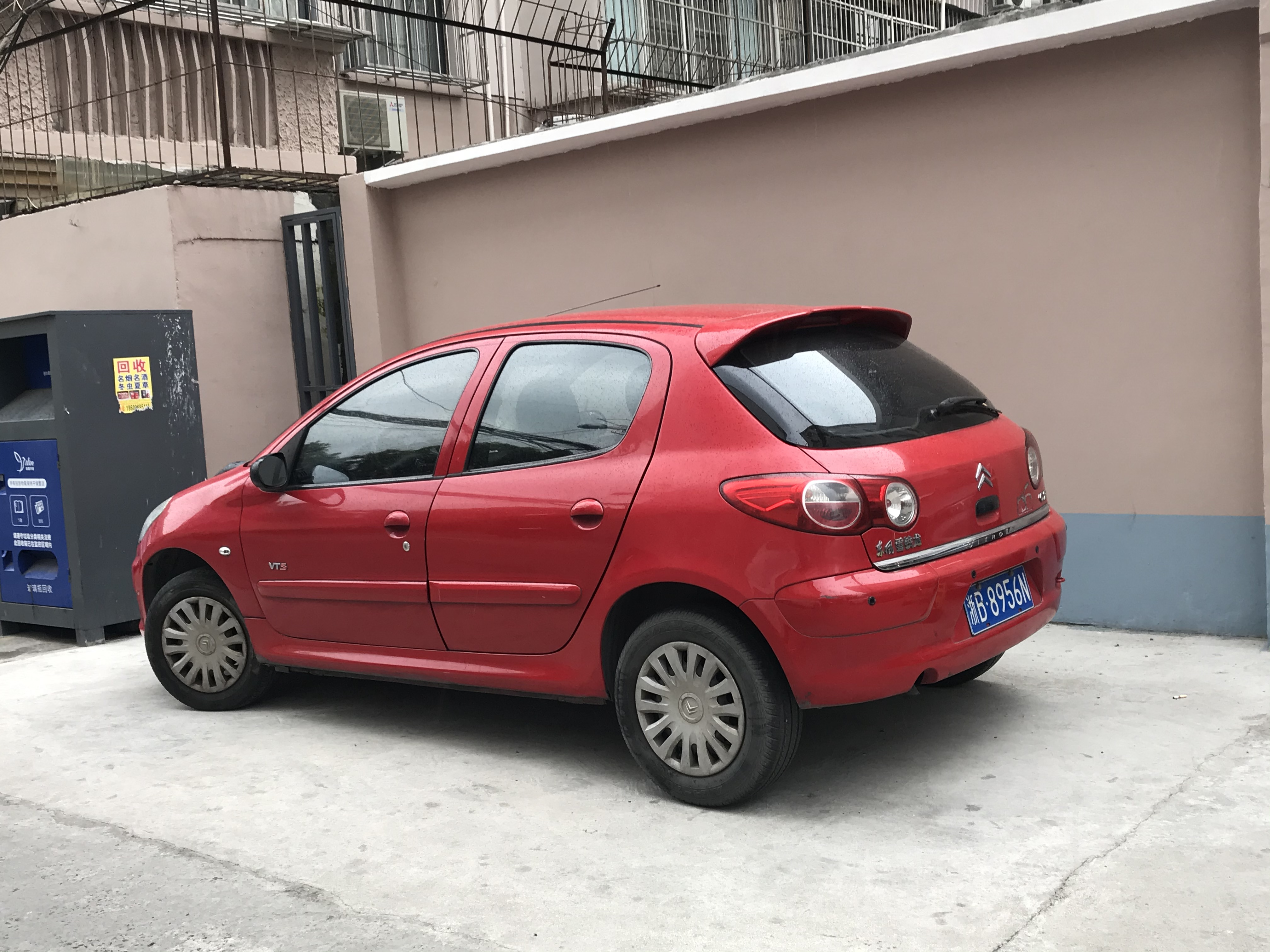
Citroën C2 для китайського ринку.